# Dr. Evil
Dr. Evil is een personage uit de Austin Powers-films gebaseerd op misdaadbaas Ernst Stavro Blofeld uit James Bond. Hij is de aartsrivaal van Austin Powers (beide gespeeld door Mike Myers). Zijn handelsmerk is zijn pink naar zijn mondhoek te brengen en hierbij 'kwaadaardig' te lachen. Hij spreekt daarbij een soort 'moehahaha' uit, zoals kwaadaardige personages in verschillende klassieke films. Zijn vader was een Belgische bakker uit Brugge, maar Dr. Evil spreekt zelf geen woord Nederlands. Zijn moeder zou een Franse prostituee geweest zijn.

## Levensloop
Dr. Evil is de leider van een misdaadorganisatie, die blijkbaar een tijd gestudeerd heeft aan de Evil School of Medicine want hij wenst aangesproken te worden met Dr. Evil. De schuilmantel van zijn misdaadorganisatie is het bedrijf Virticon Nadat hij de ruimte werd ingeschoten, keert hij naar de aarde terug om geld te eisen van de VN.
Dr. Evil heeft vanaf de jaren '60 in de ruimte gezeten en heeft dus erg veel gemist waaronder de waarde van geld, het falen van het huwelijk van prins Charles en het gat in de ozonlaag. Dr. Evil heeft een zoon Scott Evil. De lesbische Frau Farbissina, doch de moeder van Scott, is een van Dr. Evils helpers. Dr. Evil houdt zelf meer van zijn zelfgemaakte miniatuur-kloon genaamd Mini-Me dan van zijn zoon Scott. Scott ziet voor zichzelf eerder een carrière als dierenarts in het vooruitschiet dan een waarin hij als leider een supergeheime misdaadsorganisatie leidt. Dr. Evil en Austin Powers reizen meerdere malen door de tijd.